# Giovanni Antonio Sogliani
Giovanni Antonio Sogliani (Firenze, 1492 – Firenze, 15 luglio 1544) è stato un pittore italiano.

Giovanni Antonio Sogliani, La mensa di san Domenico, affresco, 1536, Convento di San Marco, Firenze

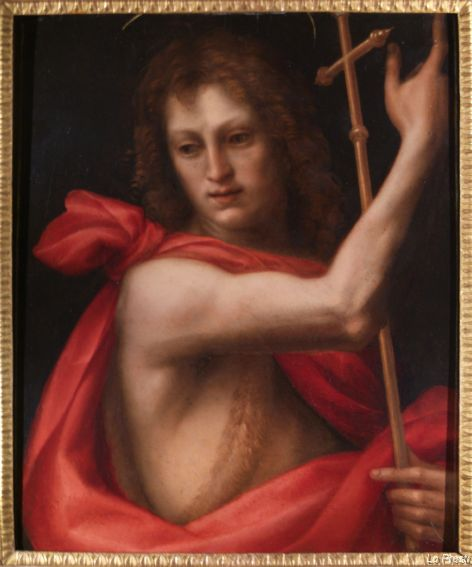
San Giovanni Battista (inizi del XVI secolo), Museo Mandralisca, Cefalù

Fu apprezzato per la capacità che ebbe di rappresentare lo spirito della Controriforma attraverso atmosfere melanconiche nel linguaggio figurativo immediato. Egli dedicò la sua intera vita alla pittura e lavorò per più di 25 anni nella bottega di Lorenzo di Credi che seguì lo stile di Leonardo da Vinci, Fra' Bartolomeo e Mariotto Albertinelli.

## Biografia
Di Giovan Antonio Sogliani ci parla Giorgio Vasari, che lo conosce bene e ne dice:
(Giorgio Vasari, Le vite de' più eccellenti pittori, scultori e architettori, 1568)
È il Vasari stesso che ci ha tramandato una lunga lista di opere che Sogliani intraprese ma spesso neanche portate a termine, dato che i commissionatori non vivevano abbastanza per vedere realizzate le loro opere, mentre altri erano troppo impazienti e si rivolgevano ad altri pittori (tra cui il Vasari stesso).
Sogliani eseguì i dipinti dell'abside del Duomo di Pisa dove terminò anche la Madonna con i Santi e La Madonna delle Grazie, già iniziata da Andrea del Sarto.
Benché avesse viaggiato molto, soprattutto in Francia, trascorse la maggior parte della sua vita a Firenze, dove è possibile ammirare la sua opera principale: l'affresco raffigurante la mensa di San Domenico datato 1536, nel Cenacolo grande del convento di San Marco. Nella scena si vede il miracolo dei due angeli che portano del pane a San Domenico e ai suoi frati, che lo circondano, dopo che hanno pregato.
Nella parte superiore dell'affresco è collocata una crocifissione con San Giovanni Evangelista, la Madonna e inginocchiati uno per lato Santa Caterina da Siena e san Antonino arcivescovo di Firenze.
La Cappella di Sant'Anna che era annessa all'Ospedale Bonifacio di Firenze, conservava una Concezione della Vergine del Sogliani, opera che poi fu trasferita nella galleria dell'Ospedale di Santa Maria Nuova, sempre in questa città.

Tra le opere fuori di Firenze da segnalare il Cenacolo e la Lavanda dei piedi di Anghiari (AR) commissionati nel 1531 dalla Compagnia di S. Maria della Misericordia e realizzato nel 1533. A tale opera contribuì anche Giorgio Vasari, così come lo stesso documenta:
«Ricordo come adì 8 marzo 1533 Giovannantonio Sogliani, pittore fiorentino, mi chiamò ajutarli a finire un cenachulo a olio che doveva andare Anghiari nel quale lavorai 10 giornate pel prezzo di grossi 2 al giorno che montò scudi 2».
La grandiosa tavola si trova nella Propositura di Anghiari.
Il Sogliani morì a cinquantadue anni, dopo avere molto sofferto per un mal di prostata.

## Opere principali
- Madonna delle Grazie, con Andrea Del Sarto, Pisa, Cattedrale di Santa Maria Assunta
- Ultima Cena (attr.), 1510-14 circa, Firenze, monastero di Candeli
- L'immacolata concezione e santi, 1522 circa, Empoli, Chiesa di Santa Maria a Ripa
- Madonna col Bambino, 1541, Pisa, Cattedrale di Santa Maria Assunta
- Sacrificio di Noè, 1531, Pisa, Cattedrale di Santa Maria Assunta
- Offerta di Abele, 1531-1533, Pisa, Cattedrale di Santa Maria Assunta
- Offerta di Caino, 1531-1533, Pisa, Cattedrale di Santa Maria Assunta
- Ultima cena e Lavanda dei piedi, 1531 - 1533, Anghiari, Propositura di S. Maria delle Grazie
- La mensa di San Domenico, 1536, Firenze, Cenacolo grande convento di San Marco[4]
- San Giovanni Battista (recentemente ritrovato e restaurato), primi anni del XVI secolo, Cefalù, Museo Mandralisca
- Santa Brigida che impone la regola, Firenze, Museo del Cenacolo di San Salvi
- Disputa sull'Immacolata Concezione, Firenze, Galleria dell'Accademia

## Bibliografia

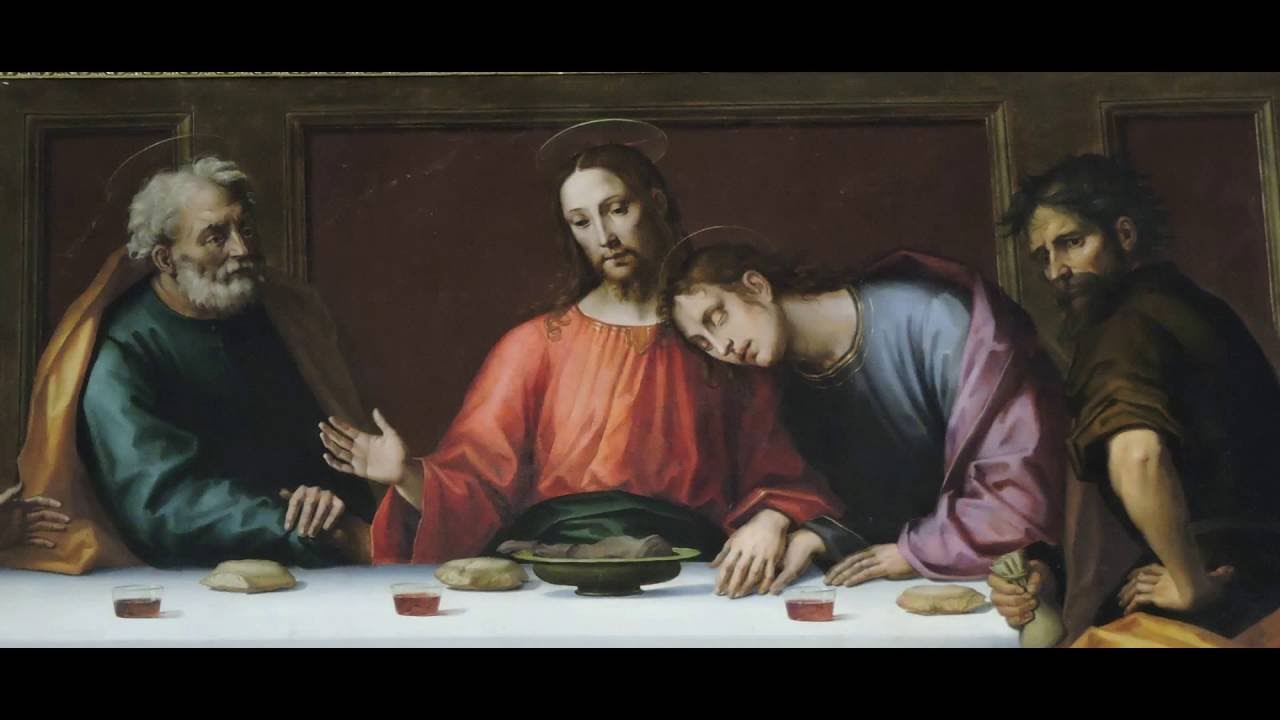
Ultima Cena (part.), 1533, Propositura di Anghiari.